# The Psychologist
The Psychologist (chino simplificado= 女心理师, pinyin= Nu Xin Li Shi, también conocida como: Female Psychiatrist), es una serie china la cual fue estrenada en el 2021 a través de Youku.
La serie está basada en la novela "Female Psychiatrist" (女心理师) de la autora Bi Shumin. Y tiene como objetivo resaltar los problemas reales que giran en torno a la salud mental en la actualidad, contados desde la perspectiva de una psicóloga.

## Sinopsis
Debido a un incidente que involucró un suicidio debido a la intervención de un anunció de servicio público, la psicóloga He Dun se encuentra con un gran golpe en su carrera. Sintiéndose mal y deprimida, decide salir a comer con su mejor amiga Tang Xiaoxi y ahí conocen a Qian Kaiyi y a Fu Jiahui. 
Kaiyi es el presentador de un programa de radio que habla sobre la psicolgía emocional y después de la insistencia de ambos, logran convencer a He Dun para que colabore con él en el show. A medida que avanza el programa de radio, este va creciendo en popularidad y la clínica de consejería de He Dun se vuelve más concurrida día a día. En el proceso ambos comienzan a desarrollar sentimientos el uno por el otro.
Mientras tanto, cuando su antiguo maestro y mentor Ji Mingcong se ve envuelto en un escándalo, en su intento por llegar al fondo de las cosas y ayudarlo, He Dun descubre un secreto sobre él que nadie sabe. Por desgracia los problemas comienzan a llegar uno tras otro: su mejor amiga se ve envuelta en una discusión entre su padre y su amante, su madre es diagnosticada con Alzheimer y para empeorar las cosas descubre que Jiahui la había estado utilizando para vengarse de Mingcong.
Debido a esta serie de eventos estresantes, el sonambulismo y ansiedad de He Dun reaparecen y ocasionan que una experiencia traumática y dolorosa de su infancia regresa a su mente. Al final, He Dun decide cerrar su clínica y viajar por el mundo con su madre, mientras aclaran sus malentendidos.

## Reparto

### Personajes principales
| Actor      | Personaje  | Nº de episodios | Notas |
| ---------- | ---------- | --------------- | ----- |
| Yang Zi    | He Dun     | -               | [ 2 ] |
| Jing Boran | Qian Kaiyi | -               | [ 3 ] |

### Personajes secundarios
| Actor         | Personaje   | Nº de episodios | Notas                        |
| ------------- | ----------- | --------------- | ---------------------------- |
| Jian Renzi    | Tang Xiaoxi | -               | Es la mejor amiga de He Dun. |
| Jevon Wang    | Fu Jiahui   | -               |                              |
| Huang Jue     | -           | -               |                              |
| Zhang Ruonan  | -           | -               |                              |
| Ni Ping       | -           | -               |                              |
| Janine Chang  | Wen He      | -               |                              |
| Dai Wenwen    | Xiao Dai    | -               |                              |
| Liu Xiaohai   | -           | -               |                              |
| Zhang Boxin   | Shen Lele   | -               |                              |
| Fu Rou Mei Qi | Sha Sha     | -               |                              |
| -             | Ji Mingcong | -               |                              |

## Episodios
La serie está conformada por cuarenta episodios.

### Ratings
Los números en color rojo indican las calificaciones más bajas, mientras que los números en azul indican las calificaciones más altas.

## Producción
La serie también es conocida como "Female Psychiatrist" y/o "Psychologist".
Estará basada en la novela "Female Psychiatrist" (女心理师) de Bi Shumin.
La serie será dirigida por Ke Wenli (Sam Quah), quien contará con el apoyo del guionista Zhu Li. Mientras que la producción estará bajo el cargo de Guo Feng (郭峰).
Las filmaciones comenzaron el 1 de noviembre de 2020 en Sanya, Hainan. 
La serie contará con el apoyo de las compañías Cosmic Bliss y Youku.